# Libra siria
La lira siria o libra siria (en árabe: الليرة السورية al-līra as-sūriyya) es la moneda de Siria y es emitida por el Banco Central de Siria (en árabe مصرف سورية المركزي). La lira se subdivide en 100 qirsh (árabe: قرش plural: قروش, qirush, en español piastras), aunque las monedas en qirsh no se emitirán en breve. 
Antes de 1947, la palabra qirsh fue escrita con la letra inicial غ árabe, después de que la palabra se inició con ق. Hasta 1958, los billetes fueron emitidos en árabe con el anverso y francés en el reverso. Después de 1958, el inglés se ha utilizado en los reversos, por lo tanto los tres nombres diferentes se utilizan para esta moneda. Las monedas utilizaron tanto árabe como el francés hasta la independencia de Siria, desde la cual solo se usa el árabe. 
La abreviatura de la libra siria (ISO 4217) es SYP. El 5 de diciembre de 2005, la tasa de venta fijado por el Banco Comercial de Siria es SYP 58,4 por dólar de los EE. UU. Una tasa de alrededor de 50 liras a un dólar ha sido habitual en los comienzos del decenio del 2000, pero el tipo de cambio está sujeto a fluctuaciones. La libra no es una moneda fuerte, y hay restricciones a su exportación.

## Historia
Durante la ocupación otomana de Siria desde 1516, el akçe, el Kuruş o piastra y luego la lira turca fueron las monedas circulantes, a excepción de 1833 hasta 1840 en que se usó la moneda egipcia del gobernador autónomo del imperio Mehmet Alí. Durante el reinado del sultán turco Mustafá III, se acuñó en 1757 una moneda local de 5 para, con ceca en Alepo y Damasco, para uso en toda la Siria otomana pero circuló hasta 1774.
Tras la caída del Imperio otomano y la colocación de Siria en virtud de un mandato extranjero, la libra egipcia se utilizaba en los territorios bajo los mandatos francés y británico, incluido el Líbano, Transjordania y Palestina. Al entrar en el Líbano y Siria por separado en virtud de su mandato, el gobierno francés trató de sustituir la moneda de Egipto y concede un banco comercial, el Banco de Siria (una filial francesa del Banco Otomano), la autoridad para emitir una moneda de los Estados en virtud de su nuevo mandato. 
La libra (o livre como se conocía entonces) fue introducido en 1919 y estaba vinculado a un valor de 20 francos franceses. Como la situación política de Líbano fue evolucionado, el "Banque de Siria", que fue a actuar como el banco oficial para el Líbano y Siria, se cambió su nombre por el de "Siria Banque et du Grand-Liban" (BSL). El BSL emitió la moneda sirio-libanesa durante 15 años, a partir de 1924. Dos años antes de la expiración de los 15 años, la BSL dividió la moneda sirio-libanesa en dos monedas que todavía podían utilizarse indistintamente en uno u otro estado. En 1939, el banco pasó a llamarse "Banco de Siria et du Liban". 
En 1941, la tasa fija para el franco francés fue sustituida por una tasa fija a la libra esterlina de 8,83125 libras sirias = 1 libra esterlina, como consecuencia de la ocupación de Siria por los británicos y fuerzas de la Francia Libre. Esta tasa se basa en el tipo de cambio de la pre-guerra entre el franco y la libra esterlina. En 1946, y tras la devaluación del franco, la libra siria fue una vez más vinculada al franco a razón de 1 libra = 54,35 francos. En 1947, el dólar de los EE. UU. fue aprobado como la vinculación de la moneda de Siria, con 2,19148 libras = 1 dólar, una tasa que se mantuvo hasta 1961. Las monedas libanesas y sirias se dividieron en 1948. Desde 1961, una serie de tipos de cambio oficiales se encontraban en funcionamiento, junto con un paralelo, tipo de mercado que divergen de manera espectacular de la tasa oficial en el decenio de 1980.

### Guerra civil
Hubo una fuga de capitales hacia países vecinos, incluidos Líbano, Jordania, Egipto y Turquía, como resultado de la guerra civil siria que comenzó en 2011. Además, Siria ha sido objeto de sanciones impuestas por Estados Unidos, la Unión Europea y otros países, lo que dejó a Siria fuera del sistema financiero global. Para eludir las sanciones, los sirios realizaron transacciones en el extranjero a través de bancos en países vecinos, especialmente el Líbano. Como resultado, el tipo de cambio oficial se ha deteriorado significativamente, cayendo de 47 libras = 1 dólar en marzo de 2011 a 515 libras = 1 dólar en julio de 2017 y 7.500 = 1 dólar en abril de 2023 (después de la crisis económica en Líbano).
En diciembre de 2024, tras la caída de damasco la libra sufrió una devaluación significativa, teniendo un valor promedio en el mercado libre en noviembre de 18 000 libras por dólar, a 27 000 en Damasco en la ciudad de Alepo llegó a un valor promedio de 41 000 libras por dólar, lo que representó una devaluación del 64%.
Durante la transición política la libra recuperó su valor y se estabilizó a niveles del tipo de cambio oficial.

## Monedas
En 1921, se introdujeron monedas de ½ qirsh compuestas de cupro-níquel, seguidas en 1926 por monedas de 2 y 5 qirshan hechas de aluminio-bronce. En 1929 se introdujeron monedas de 1 qirsh de níquel-latón y monedas de 10, 25 y 50 qirsha de plata.En 1935 se introdujeron monedas de ½ qirsh de níquel-latón, seguido de monedas de 1 qirsh hechas de zinc-aluminio y monedas de 2 ½ qirsh de bronce en 1940. Durante la Segunda Guerra Mundial se emitieron monedas de emergencia de 1 qirsh y de 2 ½ qirsh de latón-aluminio . Estas piezas fueron producidas crudamente y sin fecha. 
Una nueva familia de monedas fue introducida entre 1947 y 1948 en denominaciones de 2 ½, 5, 10, 25 y 50 qirsha y 1 libra, con las monedas de 2 ½, 5 y 10 qirush hechas de cupro-níquel y el resto en plata. El aluminio-bronce sustituye al cupro-níquel en 1960, y el níquel sustituye a la plata en 1968. En 1996, tras la alta inflación, las nuevas monedas se introdujeron en denominaciones de 1, 2, 5, 10 y 25 libras, con monedas bimetálicas de 25 libras. En 2003 las monedas de 5, 10, y 25 libras fueron emitidas con imágenes latentes. El día 26 de diciembre de 2018 fueron puestas en circulación nuevas monedas de 50 libras con motivo de paliar la escasez de dinero en bajas denominaciones producida, en parte, por la prolongada guerra civil.
Debido a la alta inflación, sólo hay monedas de 50 libras en circulación. Todas las demás monedas dejarán de tener valor en diciembre de 2022.
| Denominación | Emisión | Metal                      | Metal                      | Forma    | Diámetro (mm) | Peso (g) | Canto                             | Anverso                                                                                             | Reverso                                                                               |
| Denominación | Emisión | Anillo                     | Centro                     | Forma    | Diámetro (mm) | Peso (g) | Canto                             | Anverso                                                                                             | Reverso                                                                               |
| ------------ | ------- | -------------------------- | -------------------------- | -------- | ------------- | -------- | --------------------------------- | --------------------------------------------------------------------------------------------------- | ------------------------------------------------------------------------------------- |
| 1 Libra      | 1991-   | Acero inoxidable           | Acero inoxidable           | Circular | 25,60         | 5,00     | Estriado                          | Escudo de armas - año de acuñación                                                                  | جنيه واحد سوري - مصرف سورية المركزي - ١                                               |
| 2 Libras     | 1996    | Acero inoxidable           | Acero inoxidable           | Circular | 23,00         | 6,00     | Estriado                          | Escudo de armas - جنيهين السورية - ٢ - año de acuñación                                             | جنيهين السورية - ٢ - مصرف سورية المركزي - Teatro romano de Bosra                      |
| 5 Libras     | 2003    | Cuproníquel                | Cuproníquel                | Circular | 24,50         | 5,00     | Estriado                          | Escudo de armas - خمسة جنيهات السورية - ٥ - año de acuñación                                        | خمسة جنيهات السورية - ٥ - مصرف سورية المركزي - Castillo de Alepo                      |
| 10 Libras    | 2003    | Latón de níquel            | Latón de níquel            | Circular | 27,50         | 9,50     | Estriado 10 SYRIAN POUNDS         | Escudo de armas - خمسة عشر ليرات سورية - ١٠ - año de acuñación                                      | عشر ليرات سورية - ١٠ - مصرف سورية المركزي - Ruinas de Palmira                         |
| 25 Libras    | 2003    | Bronce de aluminio         | Cuproníquel                | Circular | 25,10         | 8,40     | Estriado CENTRAL BANK OF SYRIA 25 | Escudo de armas - خمسة وعشرين مصرف سورية المركزي - ٢٥ - الجمهوريّة العربيّة السّوريّة- año de acuñación | Edificio del Banco Central - 25 - TWENTY FIVE SYRIAN POUNDS - SYRIAN ARAB REPUBLIC    |
| 50 Libras    | 2018    | Níquel depositado en acero | Níquel depositado en acero | Circular | 25,20         | 7,40     | Estriado                          | Escudo de armas - año de acuñación                                                                  | Tumba del Soldado Anónimo - 50 SYP - خمسون ليرة سورية - ٥٠ ل.س. - FIFTY SYRIAN POUNDS |

## Billetes
En 1919, el Banco de Siria presentó billetes de 5, 25 y 50 qirsha y 1 y 5 Libras. Estos fueron seguidos, en 1920, por billetes de 1 qirsh y 10, 25, 50 y 100 Livres. En 1925, el Banco de Siria et du Grand-Liban comenzó la emisión de billetes, terminando con la emisión de billetes con valor nominal menores de 25 qirsha. Billetes por debajo del 1 libra no se emitieron a partir del 1930. En 1939, el organismo emisor una vez más cambió su nombre, a la Banque de Siria et du Liban. 
Entre 1942 y 1944, el gobierno introdujo billetes de 5, 10, 25 y 50 qirsha. A principios del decenio de 1950 billetes sin fecha fueron emitidos por el Instituto de Emisión de Siria en denominaciones de 1, 5, 10, 25, 50 y 100 Libras, seguido de billetes de fecha 1955 para las denominaciones 10 y 25 Libras. La Banque Centrale de Siria se hizo cargo de documento de emisión de dinero en 1957, la emisión de las mismas denominaciones como el Institut d'emisión. 
En 1958, el idioma francés se ha retirado de los billetes en Siria y sustituido por el inglés. Fueron emitidos billetes de 1, 5, 10, 25, 50, 100 y 500 libras. Los billetes de 500 libras sólo se publicaron con fecha 1958, pero fueron reintroducidos en 1976. En 1997 y 1998, una nueva serie de billetes fueron presentados en denominaciones de 50, 100, 200, 500 y 1000 libras, con las denominaciones más bajas sustituidas por monedas.
| Serie 2010 (circulando) | Serie 2010 (circulando) | Serie 2010 (circulando) | Serie 2010 (circulando)   | Serie 2010 (circulando)                                                                       | Serie 2010 (circulando) | Serie 2010 (circulando) |
| Imagen                  | Valor                   | Color                   | Descripción               | Descripción                                                                                   | Año Salida              |                         |
| Imagen                  | Valor                   | Color                   | Anverso                   | Reverso                                                                                       | Año Salida              |                         |
| ----------------------- | ----------------------- | ----------------------- | ------------------------- | --------------------------------------------------------------------------------------------- | ----------------------- | ----------------------- |
|                         | 50 libras               | Gris                    | Tablillas de Ebla         | Biblioteca Nacional Al-Asad y estatua de Háfez al-Ásad                                        | 2010                    |                         |
|                         | 100 libras              | Rojo                    | Teatro romano de Bosra    | Mezquita de los Omeyas en Damasco y el banco Central de Siria y una moneda de Filipo el Árabe | 2010                    |                         |
|                         | 200 libras              | Marrón                  | Norias de Hama            | Templo de Bel en Palmira                                                                      | 2010                    |                         |
|                         | 500 libras              | Azul                    | Ópera de Damasco          | Un mosaico sobre la primera nota de música, de la historia en Ugarit                          | 2013                    |                         |
|                         | 1000 libras             | Verde                   | Teatro romano de Bosra    | Un Mosaico romano de la recogida de la uva en Deir al-Adas                                    | 2013                    |                         |
|                         | 2000 libras             | Morado                  | Retrato de Bashar al-Ásad | Interior del Consejo Popular de Siria                                                         | 2017                    |                         |
|                         | 5000 libras             | Marrón                  | Soldado                   | Templo de Baalshamin en Palmira                                                               | 2019                    |                         |